# Samseonggung
Samseonggung (a veces Samseong-gung) o Palacio de los Tres Sabios es un santuario a lo largo de las laderas de ña montaña de Jiri, Hadong un condado en Gyeongsang del Sur. fue creado para rendir homenaje a los tres fundadores míticos de Corea:
- Hwanin (환인) - o "regente divino". En la mitología tradicional de Dangun Hwanin es retratado como el emperador de los cielos a sí mismo.
- Hwanung (환웅) - o "regente divino supremo" es hijo de Hwanin, quien en la mitología tradicional de Dangun, descendió a la cima de una montaña sagrada hace mucho tiempo para traer el gobierno civilizado y así "beneficio de la humanidad".
- Dangun Wanggeom (단군왕검) - o "Nieto del cielo" es el hijo mitad/mitad humano-divino de Hwanung.[2] Dangun fue el fundador legendario de Gojoseon, el primer reino coreano, alrededor del actual Liaoning, China y la península de Corea. Dangun se dice que fundó el Reino en el año 2333 a. C.

## Origen
El Santuario de Samseonggung fue establecido en 1983 por Ham Pil, un Sacerdote taoísta afirmando que su familia fue basada en el linaje taoísta ocupando esta parte de la montaña de Jiri por 400 años.
Samseonggung fue construido en este sitio basado en el espíritu de "Honggik Ingan" (ampliamente beneficiado para toda la humanidad) e "Iwhasegye" (con razón armonizar todo el mundo) a seguir la ideología de la gente Baedal de Seon y el estilo de vida de Shinseondo (el camino de Seon). Las enseñanzas aquí incluyen a Chung (lealtad), Hyo (piedad filial), Shin (fe), Yong (valentía o coraje) y en (virtudes humanas) así como las seis habilidades de lectura, Gwonbak (pulso de mano) y música y canción.

## Características
La entrada de Samseonggung es un museo y tienda de regalos que ofrece a los visitantes una variedad de instalaciones. El camino hasta las tierras del santuario principal serpentea por la ladera más allá de una interesante mezcla de monumentos y santuarios.
Al final del camino uno encuentra la puerta cerrada a los terrenos del santuario principal. El acceso se realiza por golpear el gong, fijado a un poste de madera situado a las afueras de la entrada cerrada, tres veces. Un monje aparece poco y da una breve conferencia sobre Samseonggung, explicando las reglas diferentes para visitar, incluyendo instrucciones sobre cómo inclinarse ante los tres fundadores. Una vez dentro, uno de los visitantes en el grupo puede pedir la ropa tradicional.
Está erigido a alejar a los demonios, hay muchas piedra y madera Jangseung (como Tótems) y Bangsadap (tutor montículos) - a veces llamado doltap, pirámides conicales de piedra en todo el recinto. Los visitantes pueden caminar por vías alrededor de los terrenos para ver los muchos tótems y las aproximadamente 1.500 pirámides de piedra, encontradas a lo largo de los terrenos de Samseonggung.

### Sala del santuario principal

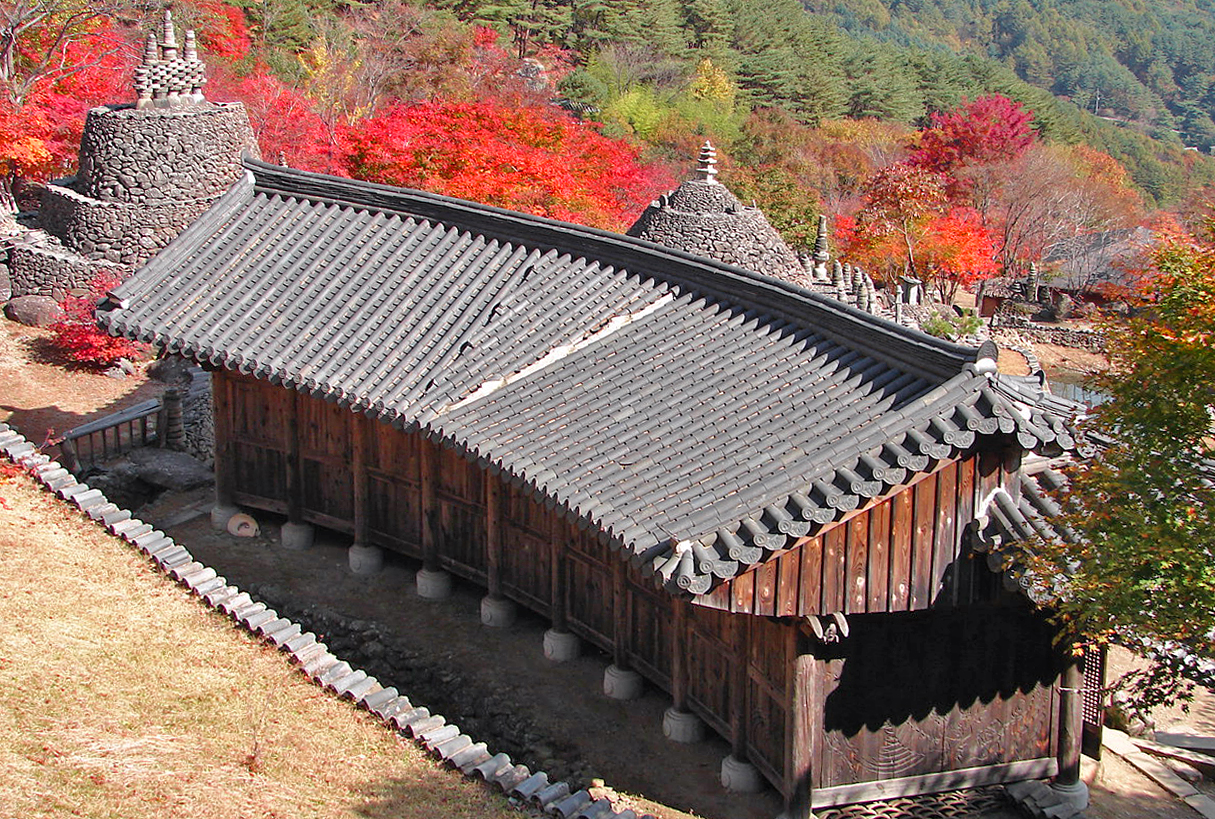
Curvas de la parte trasera de Cheongung

Cheongung (천궁), o la sala principal del Santuario de los tres sabios, consagra pinturas y altera para el cumplimiento de los tres fundadores míticos de Corea. Hwanin - está en el centro, Hwanung - es a la izquierda y Dangun - está a la derecha dentro de la sala.  La arquitectura de la sala es única en sí mismo, se construye en la forma de un arco con el frente de la sala mayor de la radio.

### Estanque de Jade en forma de coma
Una característica interesante es el estanque de jade, un estanque color jade en forma de una coma, o y en el medio el signo del Yin y Yang, ubicado en el área de desempeño.

### Festival de Chenoje
El festival Cheonje, que significa "Ritual celestial" o "Ceremonia para cielo", se celebra anualmente en los terrenos del santuario principal. El festival, que se ha celebrado por los coreanos a lo largo de su historia de más de 2000 años, es descrito como "coloridos eventos llenados de alegría, amistad, bebida y baile". Se celebra la fiesta de Cheonje de Samseonggung en el tercer día de la décima Luna del Calendario lunar.

## Galería

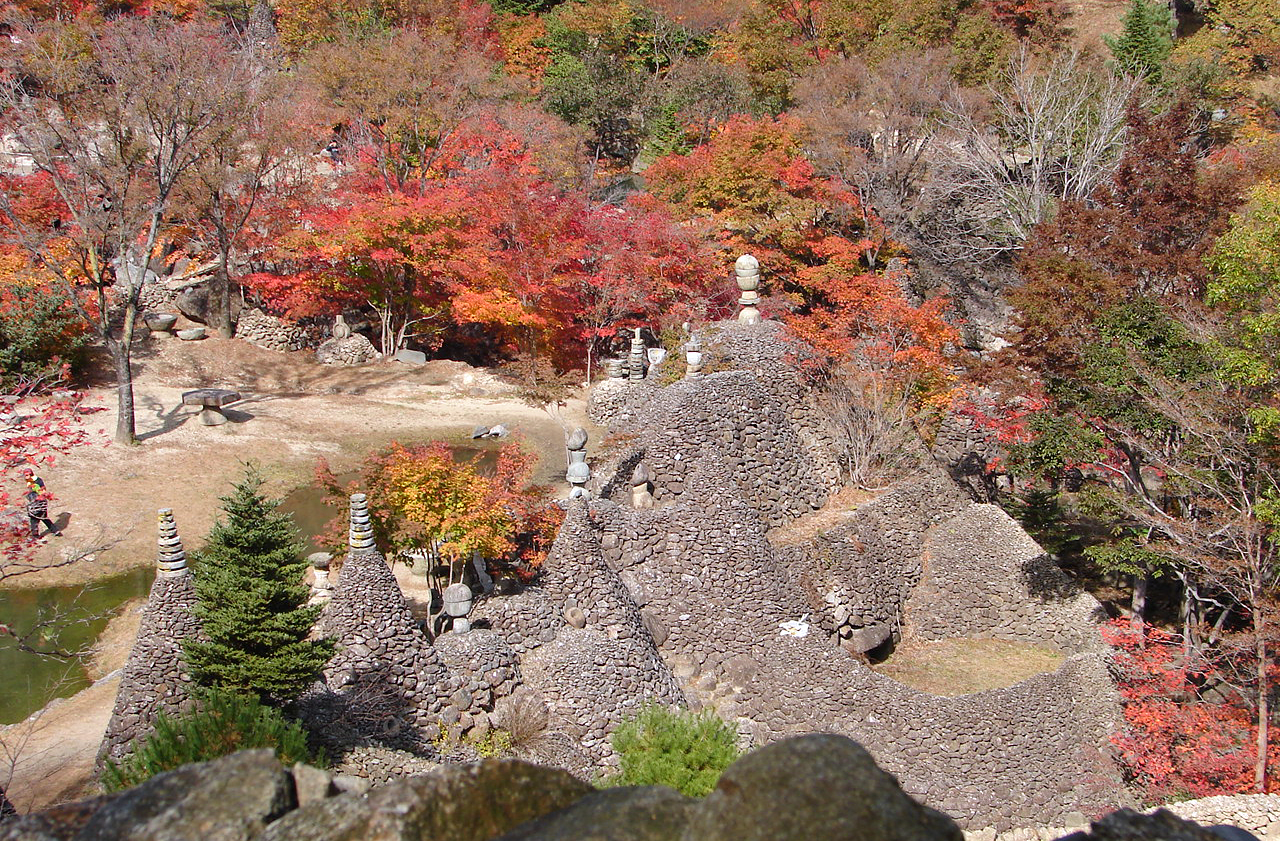
Algo de Bangsadap
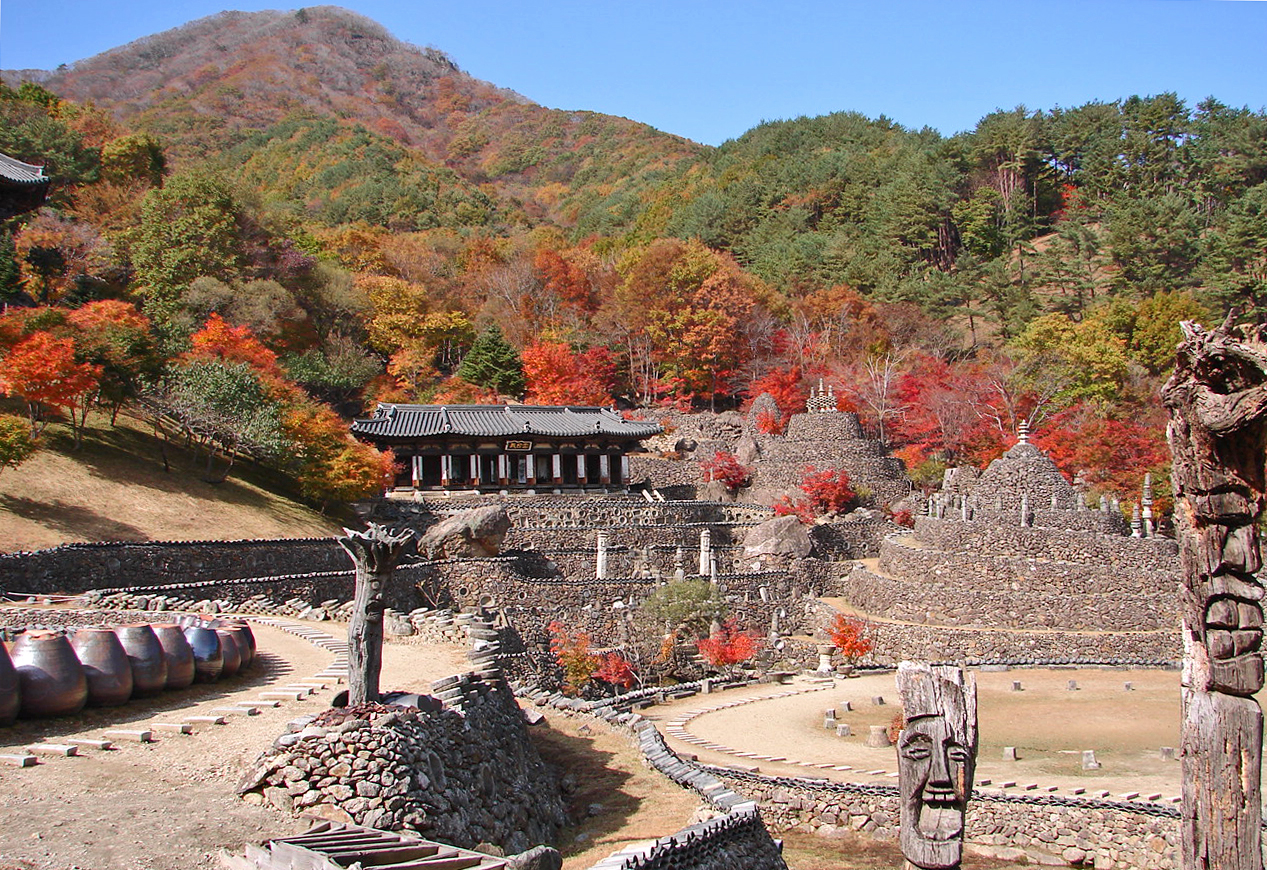
Cheongung y Bangsadap
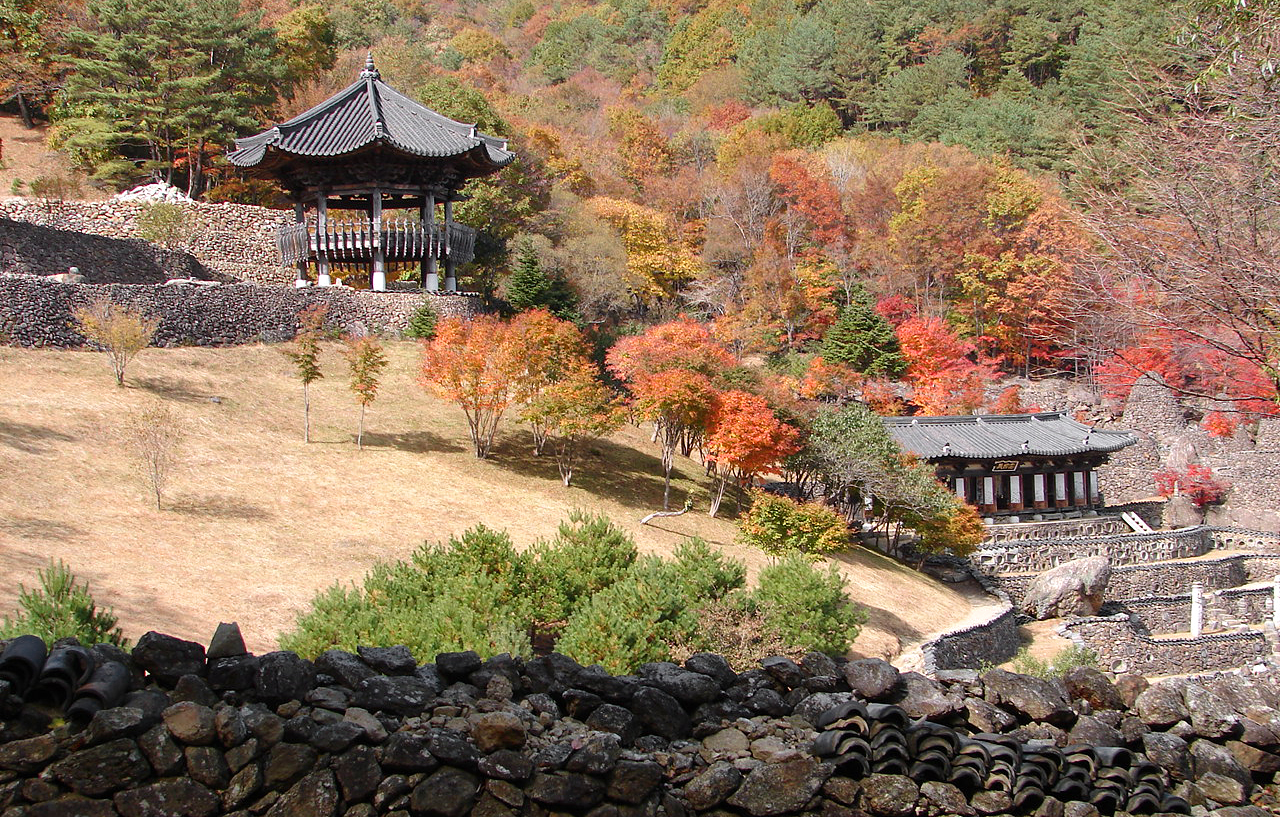
Pavilion y Cheongung
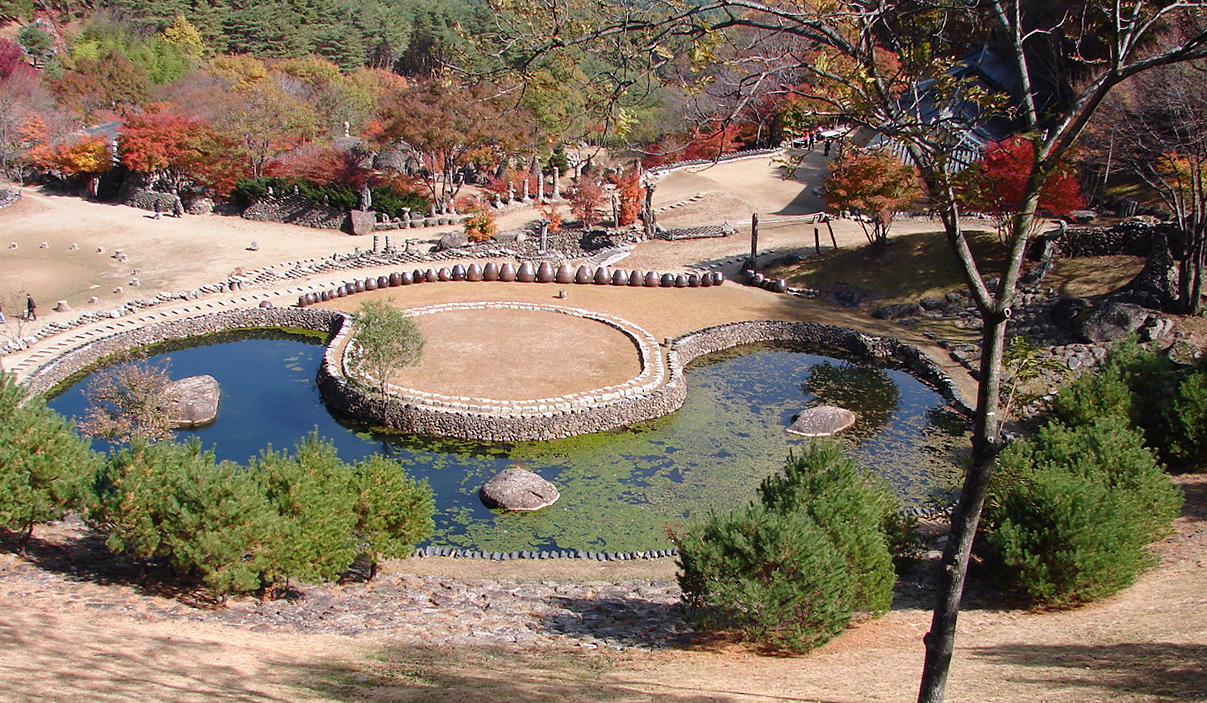
Fuente de Jade
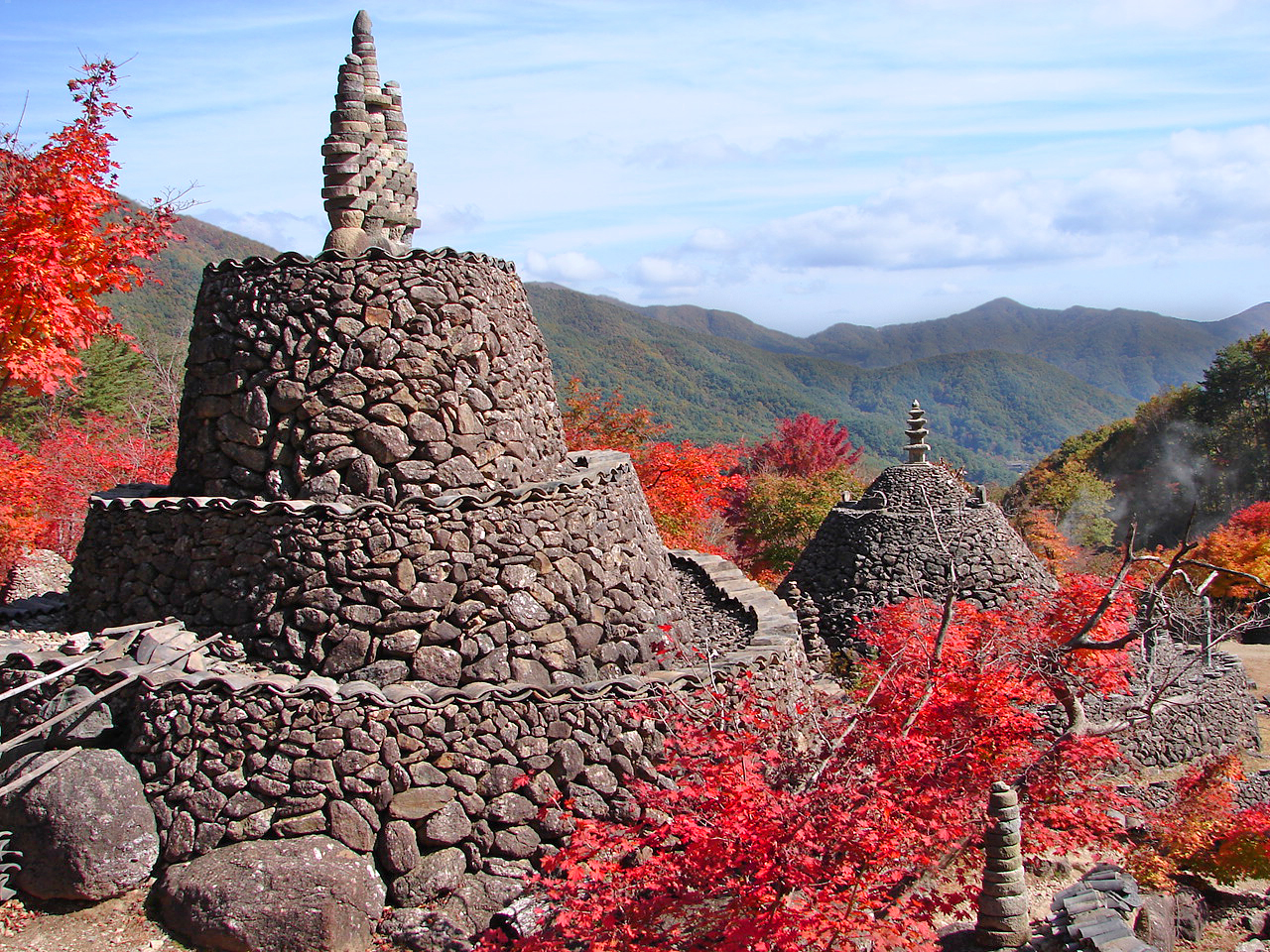
Uno de los Bangsadaps más grandes
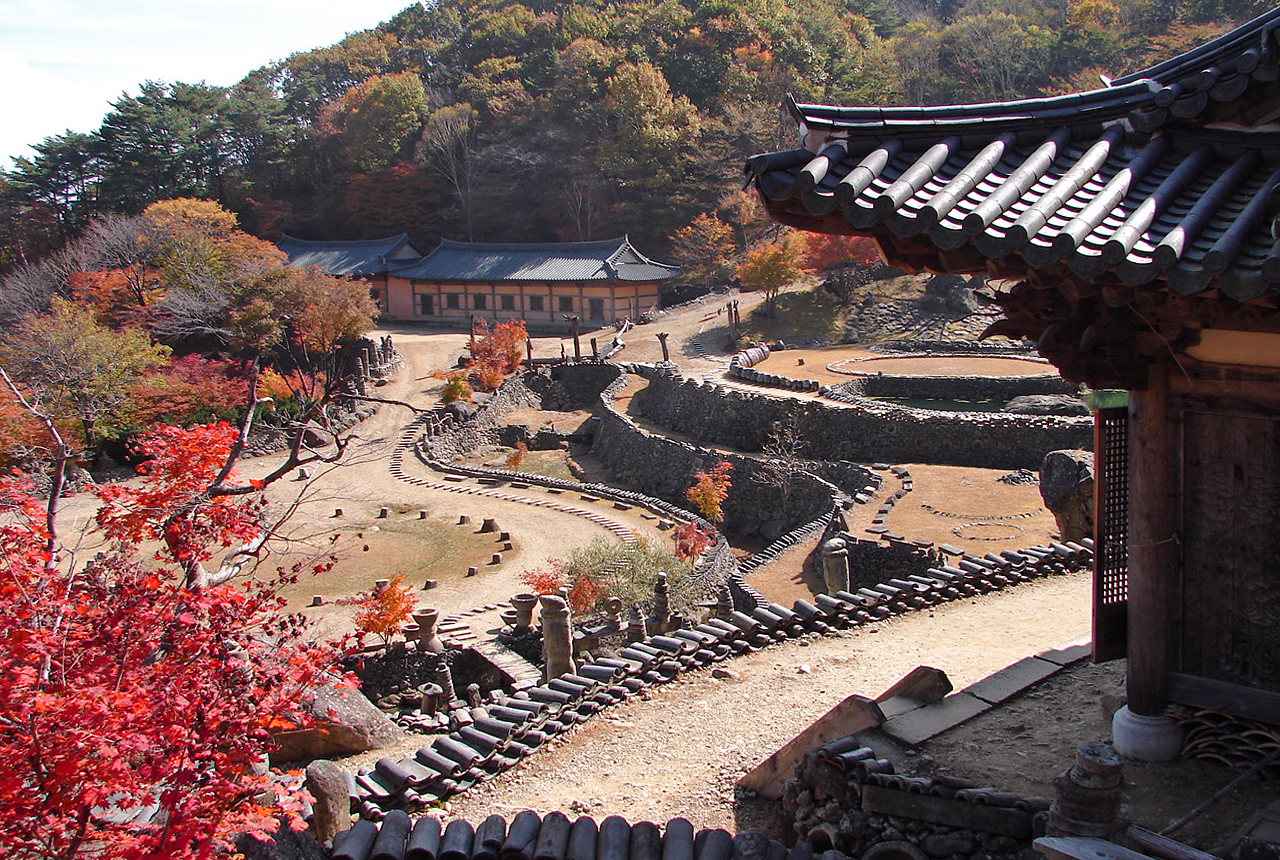
Área de eventos de Samseonggung
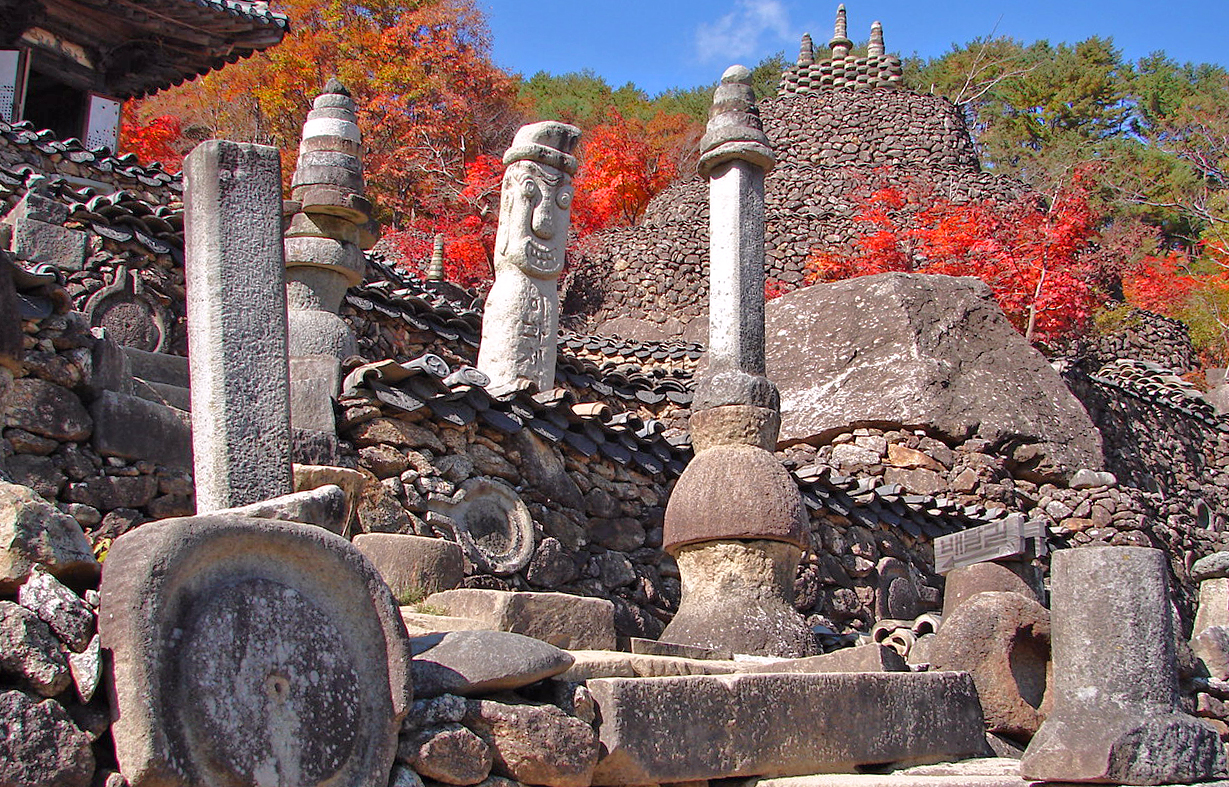
Piedra Jangseung
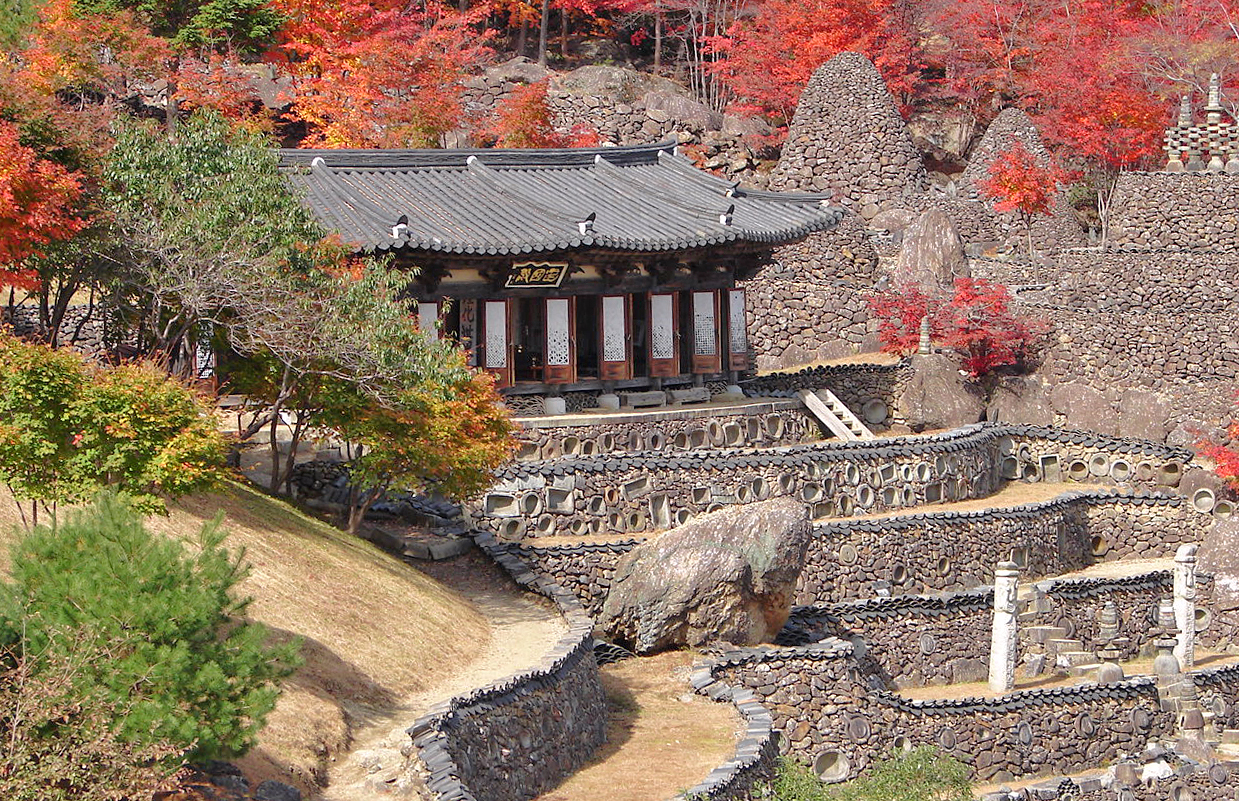
Samseonggung Cheongung
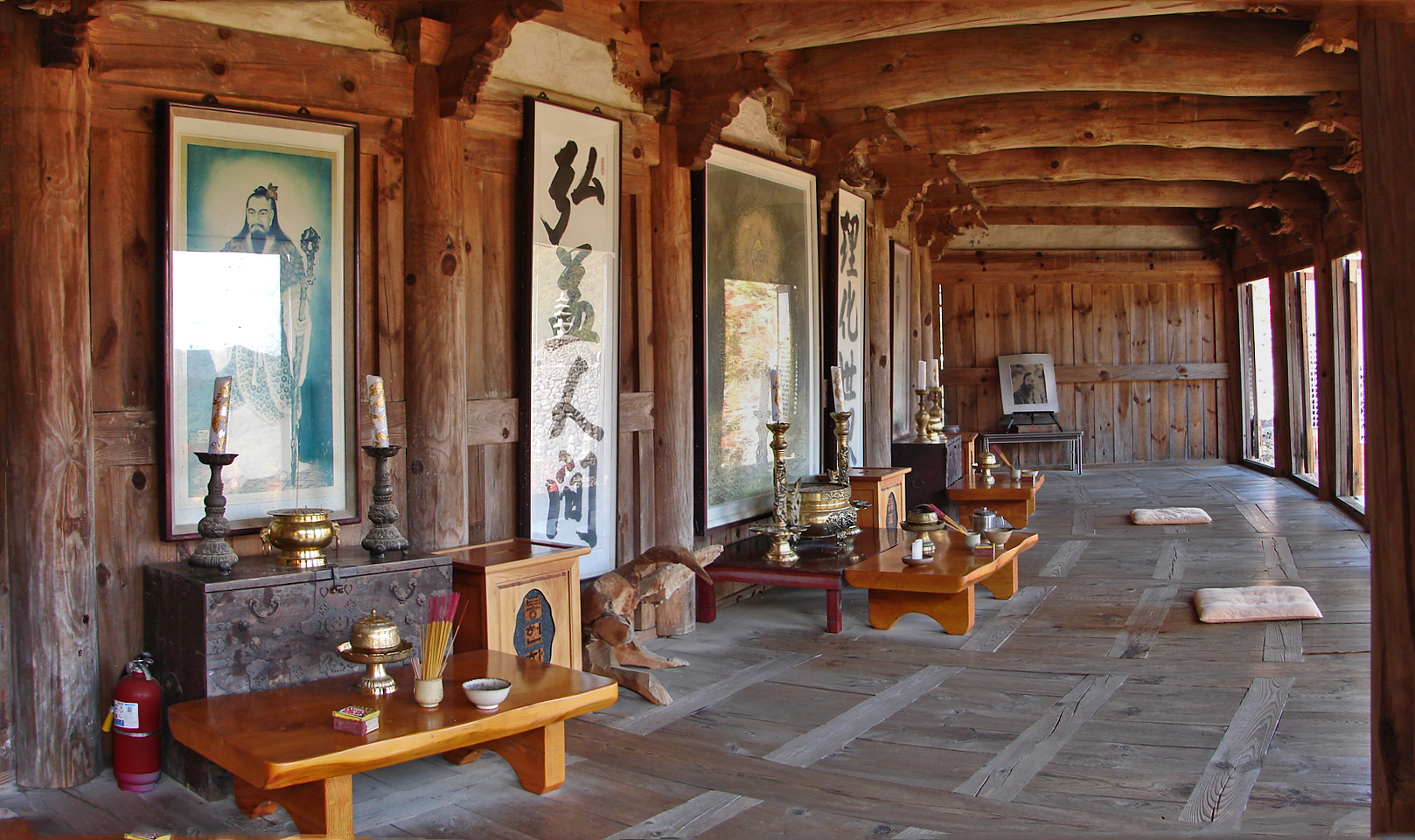
Dentro Samseonggung Cheongung
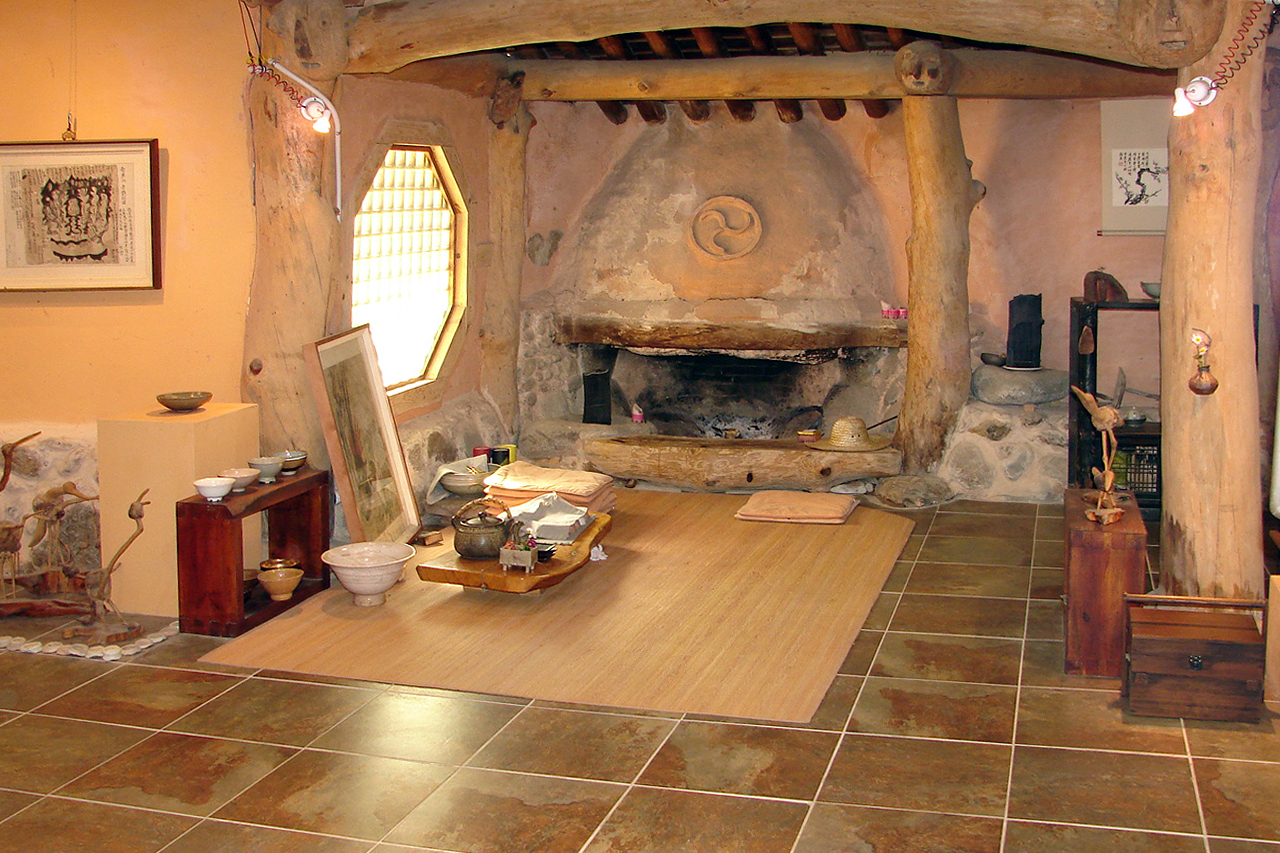
Dentro del museo de Samseonggung